# 로레토 (마르케주)

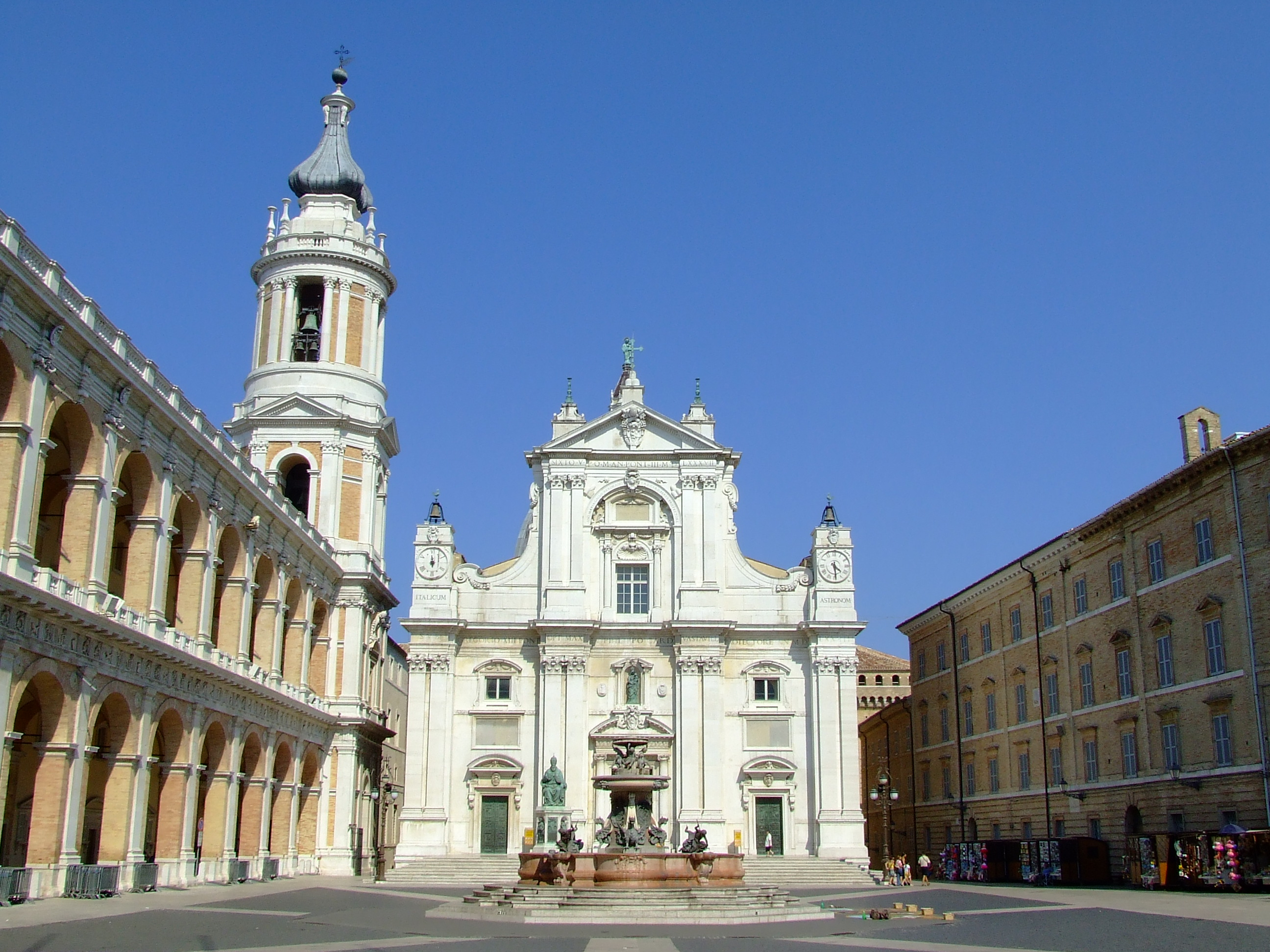
로레토 산타 카사 성당

로레토(이탈리아어: Loreto)는 이탈리아 마르케주 안코나도에 위치한 코무네로 면적은 17.69km2, 높이는 127m, 인구는 12,278명(2009년 2월 28일 기준), 인구 밀도는 690명/km2이다. 안코나에서 남쪽으로 22km 정도 떨어진 곳에 위치한다. 로마 가톨릭교회의 순례지인 산타 카사 성당으로 유명한 곳이다.